# Wintzenheim

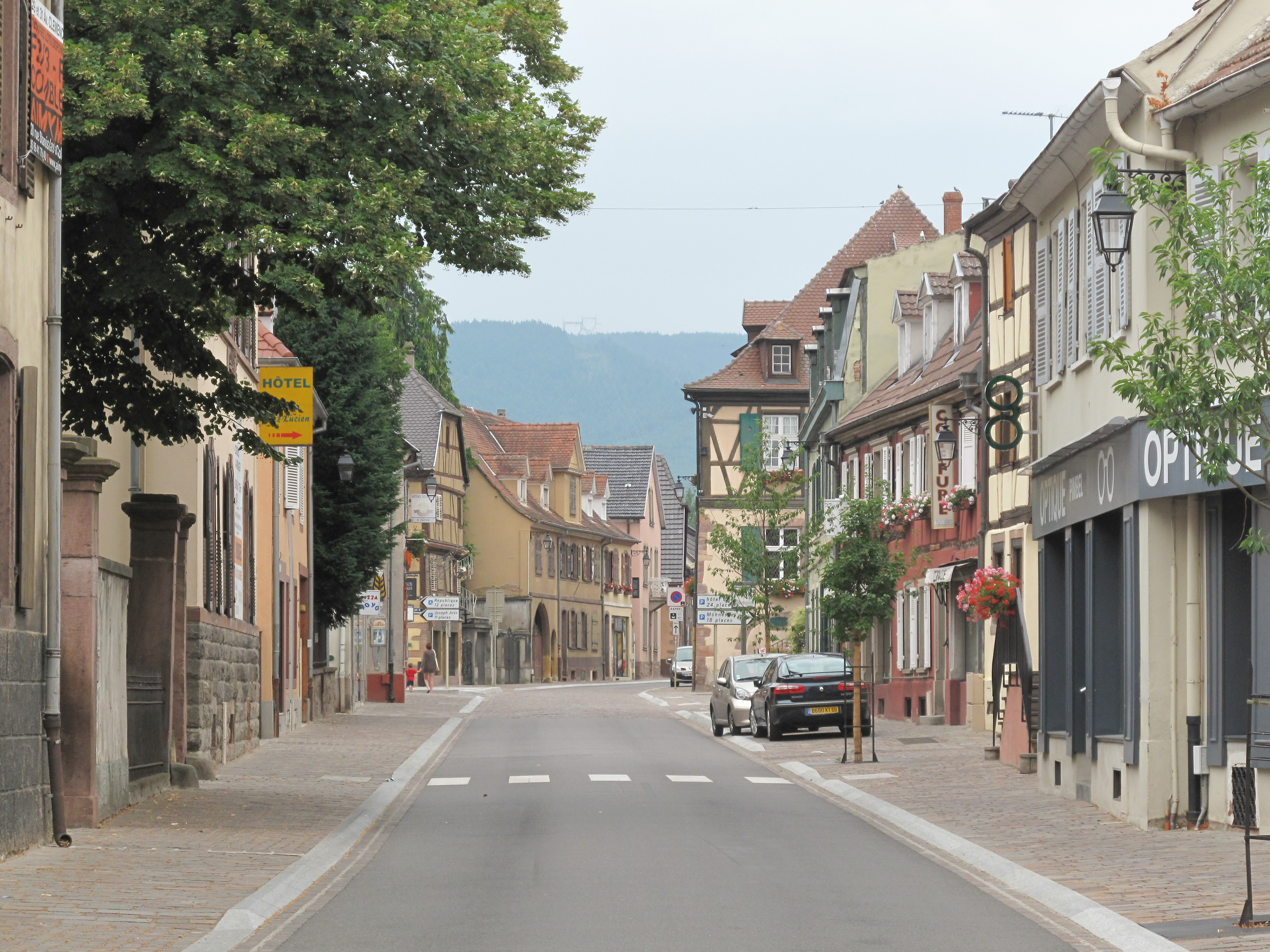
Vue dans la rue Clemenceau.

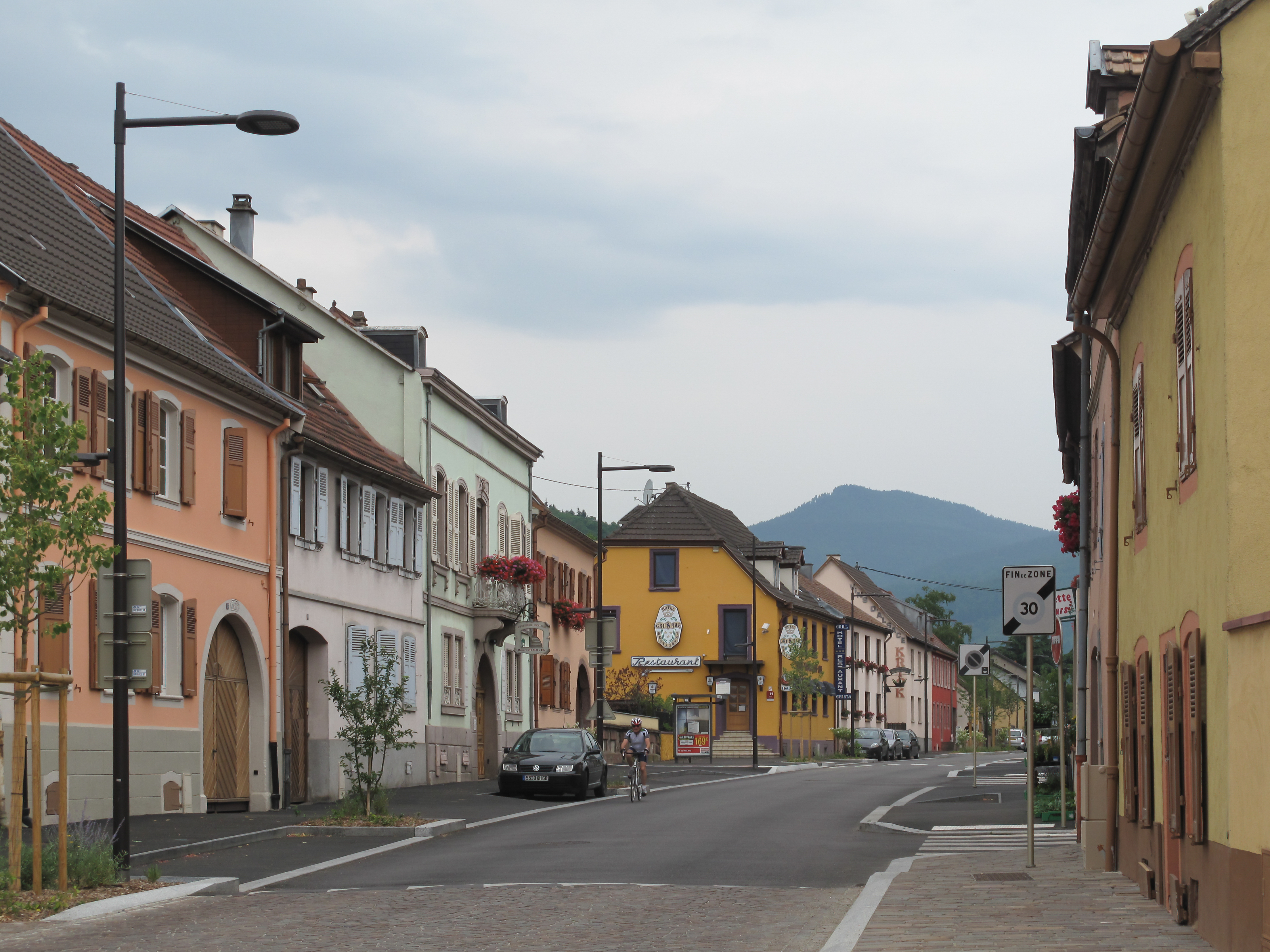
Autre vue dans la rue Clemenceau.

Pour la commune du Bas-Rhin, voir Wintzenheim-Kochersberg.
Wintzenheim [vintsənaim]  est une commune française située dans la circonscription administrative du Haut-Rhin et, depuis le 1er janvier 2021, dans le territoire de la Collectivité européenne d'Alsace, en région Grand Est.
Cette commune se trouve dans la région historique et culturelle d'Alsace.
Ses habitants sont appelés les Wintzenheimois.

## Géographie

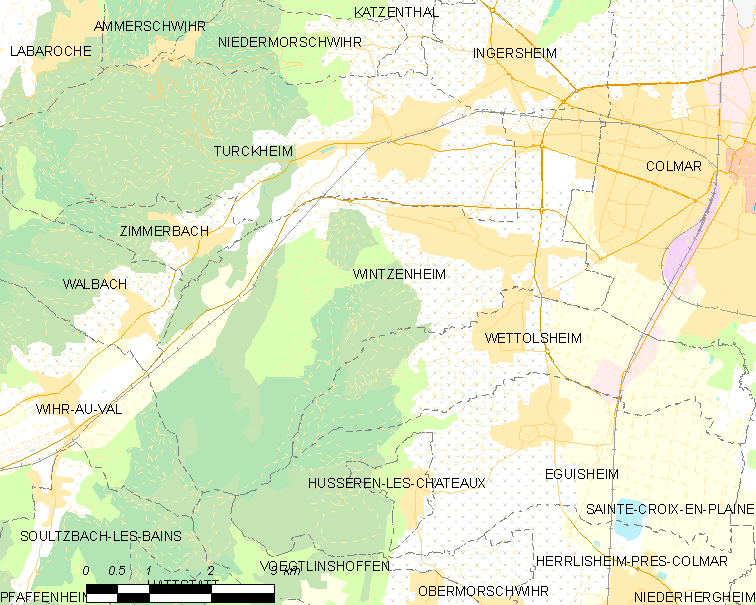
Carte de la commune.

C'est une des 188 communes du parc naturel régional des Ballons des Vosges.
|            | Turckheim, Ingersheim  |        |
| Zimmerbach | Wintzenheim            | Colmar |
|            | Wettolsheim, Eguisheim |        |

Wintzenheim, tout comme Colmar, est une ville qui reçoit très peu de pluie car elle bénéficie d'un micro-climat (dit micro-climat des Trois-Épis) dû à l'effet de tourbillon de turbulence, provoqué par la vallée de Munster par vent dominant de secteur sud-ouest à ouest.
Un contournement routier de Wintzenheim a été réalisé en 2009.
Elle compte actuellement environ 8 000 habitants.
En 2001, elle a été élue « ville fleurie ».
On trouve à Wintzenheim plusieurs commerces, une mairie et des vignes qui l'entourent. Wintzenheim se trouve sur la Route des Vins d'Alsace.   

### Quartiers, hameaux et lieux-dits
Outre le bourg, la commune compte le quartier du Logelbach (code postal 68124), ancienne cité industrielle/ouvrière partagée entre les communes de Wintzenheim - pour la plus grande part - Colmar, Ingersheim et Turckheim), La Forge, les lieux-dits Aspach, Saint-Gilles et Chapelle des Bois (383 m).

### Hydrographie

#### Réseau hydrographique
La commune est dans le bassin versant du Rhin au sein du bassin Rhin-Meuse. Elle est drainée par la Fecht et le ruisseau de Logelbach,,.
La Fecht, d'une longueur de 49 km, prend sa source dans la commune de Metzeral et se jette  dans l'Ill à Illhaeusern, après avoir traversé 19 communes. Les caractéristiques hydrologiques de la Fecht sont données par la station hydrologique située sur la commune de Turckheim. Le débit moyen mensuel est de 4,29 m3/s. Le débit moyen journalier maximum est de 73,2 m3/s, atteint lors de la crue du 26 janvier 1995. Le débit instantané maximal est quant à lui de 102 m3/s, atteint le 25 janvier 1995.

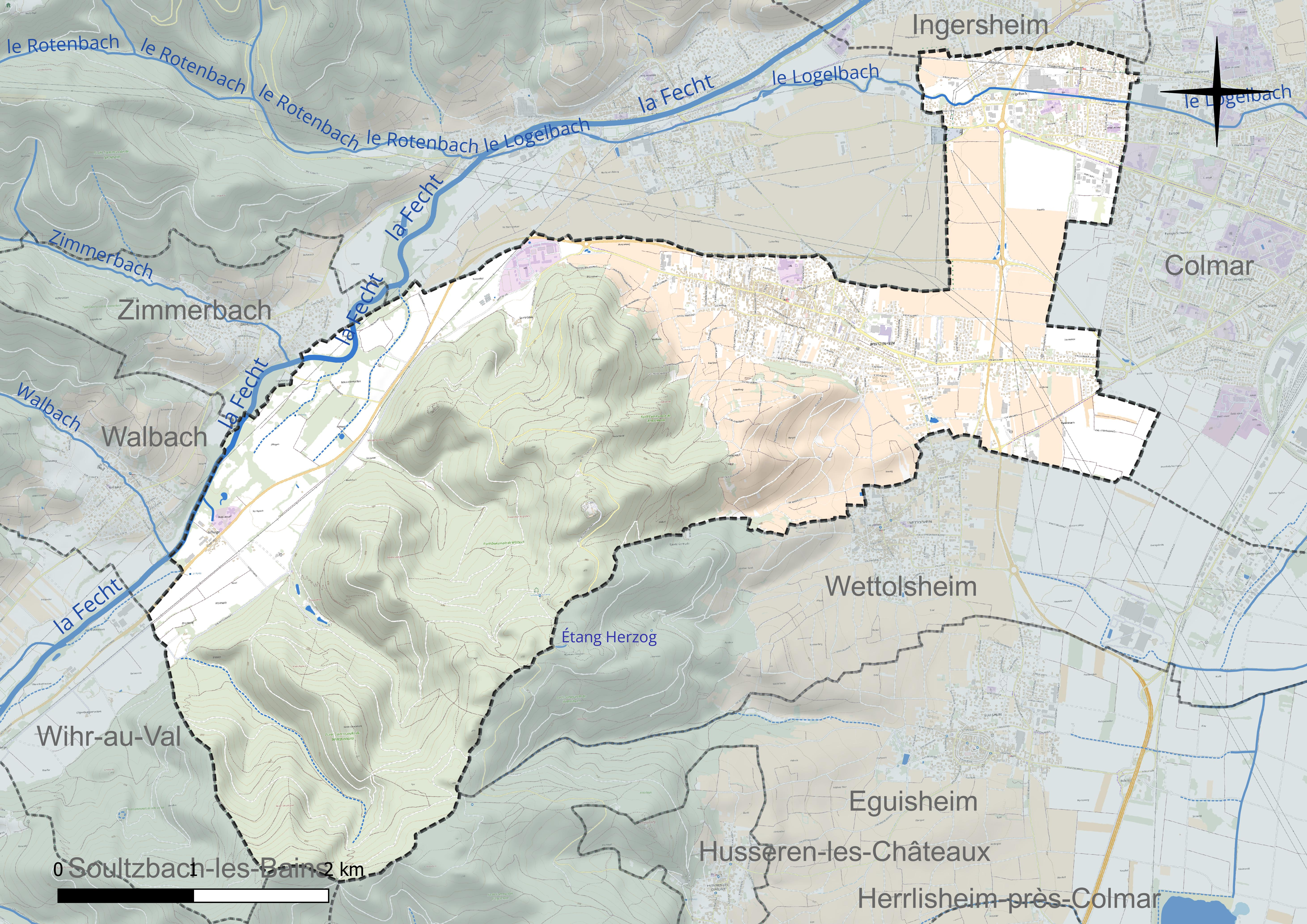
Réseau hydrographique de Wintzenheim.

#### Gestion et qualité des eaux
Le territoire communal est couvert par le schéma d'aménagement et de gestion des eaux (SAGE) « Ill Nappe Rhin ». Ce document de planification concerne la nappe phréatique rhénane, les cours d'eau de la plaine d'Alsace et du piémont oriental du Sundgau, les canaux situés entre l'Ill et le Rhin et les zones humides de la plaine d'Alsace. Le périmètre s’étend sur 3 596 km2. Il a été approuvé le 17 janvier 2005. La structure porteuse de l'élaboration et de la mise en œuvre est la région Grand Est. 
La qualité des cours d’eau peut être consultée sur un site dédié géré par les agences de l’eau et l’Agence française pour la biodiversité. 

### Climat
Pour des articles plus généraux, voir Climat du Grand Est et Climat du Haut-Rhin.
En 2010, le climat de la commune est de type climat des marges montargnardes, selon une étude du Centre national de la recherche scientifique s'appuyant sur une série de données couvrant la période 1971-2000. En 2020, Météo-France publie une typologie des climats de la France métropolitaine dans laquelle la commune est exposée à un climat semi-continental et est dans la région climatique  Vosges, caractérisée par une pluviométrie très élevée (1 500 à 2 000 mm/an) en toutes saisons et un hiver rude (moins de 1 °C). 
Pour la période 1971-2000, la température annuelle moyenne est de 10,5 °C, avec une amplitude thermique annuelle de 17,6 °C. Le cumul annuel moyen de précipitations est de 674 mm, avec 9 jours de précipitations en janvier et 8,9 jours en juillet. Pour la période 1991-2020, la température moyenne annuelle observée sur la station météorologique de Météo-France la plus proche, « Trois-Épis_sapc », sur la commune de Turckheim à 2 km à vol d'oiseau, est de 9,8 °C et le cumul annuel moyen de précipitations est de 804,5 mm. 
La température maximale relevée sur cette station est de 35,7 °C, atteinte le 7 août 2015 ; la température minimale est de −20 °C, atteinte le 13 janvier 1987,,. 
| Mois                                  | jan.           | fév.             | mars           | avril         | mai             | juin          | jui.           | août           | sep.           | oct.            | nov.             | déc.            | année     |
| ------------------------------------- | -------------- | ---------------- | -------------- | ------------- | --------------- | ------------- | -------------- | -------------- | -------------- | --------------- | ---------------- | --------------- | --------- |
| Température minimale moyenne (°C)     | −1,1           | −0,7             | 2,1            | 5,4           | 9,2             | 12,6          | 14,7           | 14,7           | 10,9           | 7,2             | 2,7              | 0               | 6,5       |
| Température moyenne (°C)              | 1,4            | 2,1              | 5,4            | 9,2           | 13,2            | 16,8          | 18,8           | 18,7           | 14,5           | 10,2            | 5,3              | 2,3             | 9,8       |
| Température maximale moyenne (°C)     | 4              | 4,8              | 8,7            | 13,1          | 17,1            | 20,9          | 22,9           | 22,7           | 18,1           | 13,1            | 7,8              | 4,7             | 13,2      |
| Record de froid (°C) date du record   | −20 13.01.1987 | −17,4 07.02.1991 | −13,5 01.03.05 | −7 13.04.1986 | −0,5 04.05.1987 | 3,2 02.06.06  | 6,3 13.07.1993 | 6,2 06.08.1987 | 2,5 30.09.1987 | −4,2 28.10.1997 | −11,7 18.11.1998 | −17,1 20.12.09  | −20 1987  |
| Record de chaleur (°C) date du record | 17,7 30.01.02  | 19,4 24.02.1990  | 23,5 31.03.21  | 26 22.04.18   | 30,9 25.05.09   | 34,5 30.06.19 | 35,5 05.07.15  | 35,7 07.08.15  | 30,4 15.09.20  | 26,7 09.10.23   | 19,2 20.11.09    | 18,6 16.12.1989 | 35,7 2015 |
| Précipitations (mm)                   | 67,5           | 56,6             | 54,5           | 53,1          | 81,7            | 73,6          | 73,4           | 69,3           | 60,1           | 74,3            | 61,1             | 79,3            | 804,5     |

| Diagramme climatique                                  |             |            |             |             |              |              |              |              |             |            |          |
| J                                                     | F           | M          | A           | M           | J            | J            | A            | S            | O           | N          | D        |
| 4−1,167,5                                             | 4,8−0,756,6 | 8,72,154,5 | 13,15,453,1 | 17,19,281,7 | 20,912,673,6 | 22,914,773,4 | 22,714,769,3 | 18,110,960,1 | 13,17,274,3 | 7,82,761,1 | 4,7079,3 |
| Moyennes : • Temp. maxi et mini °C • Précipitation mm |             |            |             |             |              |              |              |              |             |            |          |

Les paramètres climatiques de la commune ont été estimés pour le milieu du siècle (2041-2070) selon différents scénarios d'émission de gaz à effet de serre à partir des nouvelles projections climatiques de référence DRIAS-2020. Ils sont consultables sur un site dédié publié par Météo-France en novembre 2022.

## Urbanisme

### Typologie
Au 1er janvier 2024, Wintzenheim est catégorisée ceinture urbaine, selon la nouvelle grille communale de densité à sept niveaux définie par l'Insee en 2022.
Elle appartient à l'unité urbaine de Colmar, une agglomération intra-départementale regroupant sept  communes, dont elle est une commune de la banlieue,,. Par ailleurs la commune fait partie de l'aire d'attraction de Colmar, dont elle est une commune de la couronne,. Cette aire, qui regroupe 95 communes, est catégorisée dans les aires de 50 000 à moins de 200 000 habitants,.

### Occupation des sols
L'occupation des sols de la commune, telle qu'elle ressort de la base de données européenne d’occupation biophysique des sols Corine Land Cover (CLC), est marquée par l'importance des forêts et milieux semi-naturels (52,7 % en 2018), une proportion sensiblement équivalente à celle de 1990 (53,2 %). La répartition détaillée en 2018 est la suivante : 
forêts (52,7 %), cultures permanentes (18,3 %), zones urbanisées (15,1 %), terres arables (8,4 %), zones agricoles hétérogènes (5,4 %). L'évolution de l’occupation des sols de la commune et de ses infrastructures peut être observée sur les différentes représentations cartographiques du territoire : la carte de Cassini (XVIIIe siècle), la carte d'état-major (1820-1866) et les cartes ou photos aériennes de l'IGN pour la période actuelle (1950 à aujourd'hui).

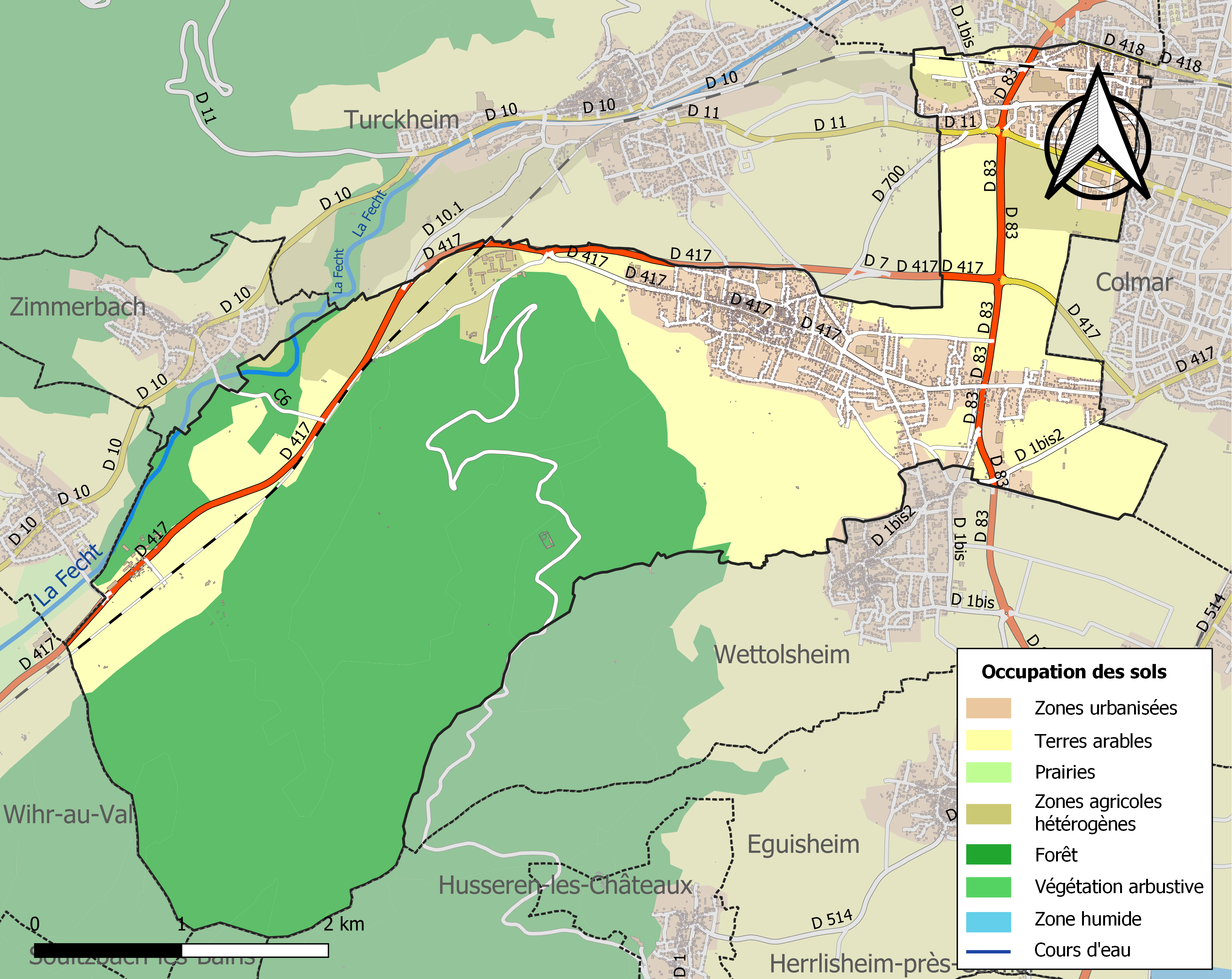
Carte des infrastructures et de l'occupation des sols de la commune en 2018 (CLC).

## Toponymie
Wintzenheim est formé de deux mots germaniques : winzer (vigneron) et heim (village). Ce nom signifie donc "le village du vigneron".

## Histoire
Wintzenheim dépendit jusqu'à la Révolution française de la seigneurie de Hohlandsbourg. Elle fut administrée par les familles de Ribeaupierre, puis les Comtes de Lupfen et, au XVIe siècle, par Lazare de Schwendi. Louvois récompensa le général Joseph de Montclar par l'attribution de ce fief en 1680.
En 1940, la commune héberge un camp de prisonniers.
En août 2023, un incendie dans un gîte de vacances du hameau La Forge, tue onze personnes en situation de handicap.

### Héraldique
| Blason de Wintzenheim | Les armes de Wintzenheim se blasonnent ainsi : « De sinople au lévrier d'argent accolé et bouclé d'or. » |

## Politique et administration

### Budget et fiscalité 2015
Les comptes 2015 de la commune
- Total des produits de fonctionnement : 6 129 000 €, soit 1 764 € par habitant
- Total des charges de fonctionnement : 4 828 000 €, soit 602 € par habitant
- Total des ressources d’investissement : 1 773 000 €, soit 221 € par habitant
- Total des emplois d’investissement : 3 291 000 €, soit 410 € par habitant
- Endettement : 2 078 000 €, soit 259 € par habitant[26].

Fiscalité :
- Taux d’imposition Taxe d’habitation : 13,05 %
- Taxe foncière sur propriétés bâties : 15,89 %
- Taxe foncière sur propriétés non bâties : 49,08 %
- Taxe additionnelle à la taxe foncière sur les propriétés non bâties : 0,00 %
- Cotisation foncière des entreprises : 0,00 %

### Jumelages
Möhnesee (Allemagne)

### Sports
Wintzenheim bénéficie d'un club d'échecs, de football, l'A.S.Wintzenheim, d'un club de basketball, le NBC Wintzenheim, d'un club de handball, le H.C. Wintzenheim, d'un club de Judo - Judo Club Wintzenheim - avec également une section KENDO et d'un club de karaté, le KC Wintzenheim et ses sections : karaté, yoga, jiu jitsu brésilien (grappling), multi-boxe (savate boxe française, chauss'fight, kick boxing, k1, full contact).

## Démographie
L'évolution du nombre d'habitants est connue à travers les recensements de la population effectués dans la commune depuis 1793. Pour les communes de moins de 10 000 habitants, une enquête de recensement portant sur toute la population est réalisée tous les cinq ans, les populations de référence des années intermédiaires étant quant à elles estimées par interpolation ou extrapolation. Pour la commune, le premier recensement exhaustif entrant dans le cadre du nouveau dispositif a été réalisé en 2006.

En 2022, la commune comptait 8 045 habitants, en évolution de +6,78 % par rapport à 2016 (Haut-Rhin : +0,66 %, France hors Mayotte : +2,11 %).
| 1793  | 1800  | 1806  | 1821  | 1831  | 1836  | 1841  | 1846  | 1851  |
| ----- | ----- | ----- | ----- | ----- | ----- | ----- | ----- | ----- |
| 2 019 | 2 194 | 2 521 | 2 833 | 3 245 | 3 377 | 3 534 | 3 896 | 4 014 |

| 1856  | 1861  | 1866  | 1871  | 1875  | 1880  | 1885  | 1890  | 1895  |
| ----- | ----- | ----- | ----- | ----- | ----- | ----- | ----- | ----- |
| 3 792 | 4 106 | 4 086 | 3 848 | 3 633 | 3 691 | 3 773 | 3 654 | 3 623 |

| 1900  | 1905  | 1910  | 1921  | 1926  | 1931  | 1936  | 1946  | 1954  |
| ----- | ----- | ----- | ----- | ----- | ----- | ----- | ----- | ----- |
| 3 609 | 3 704 | 3 576 | 3 520 | 3 468 | 3 837 | 3 949 | 4 108 | 4 514 |

| 1962  | 1968  | 1975  | 1982  | 1990  | 1999  | 2006  | 2011  | 2016  |
| ----- | ----- | ----- | ----- | ----- | ----- | ----- | ----- | ----- |
| 5 272 | 6 001 | 6 311 | 6 441 | 6 554 | 7 180 | 7 524 | 7 573 | 7 534 |

| 2021  | 2022  | - | - | - | - | - | - | - |
| ----- | ----- | - | - | - | - | - | - | - |
| 7 989 | 8 045 | - | - | - | - | - | - | - |

## Enseignement
Wintzenheim est le siège d'un collège public d'enseignement secondaire, le collège Jacques-Prévert, des écoles primaires élémentaires La Dame-Blanche, Logelbach, des écoles maternelles Arc-en-Ciel, Logelbach et École Steiner Waldorf Mathias-Grunewald, ainsi que I.T.E.P - Association Saint Grégoire le Grand (ex : IMP La Forge).
Enfin, le lycée agricole du Pflixbourg est situé à la sortie nord de la ville.

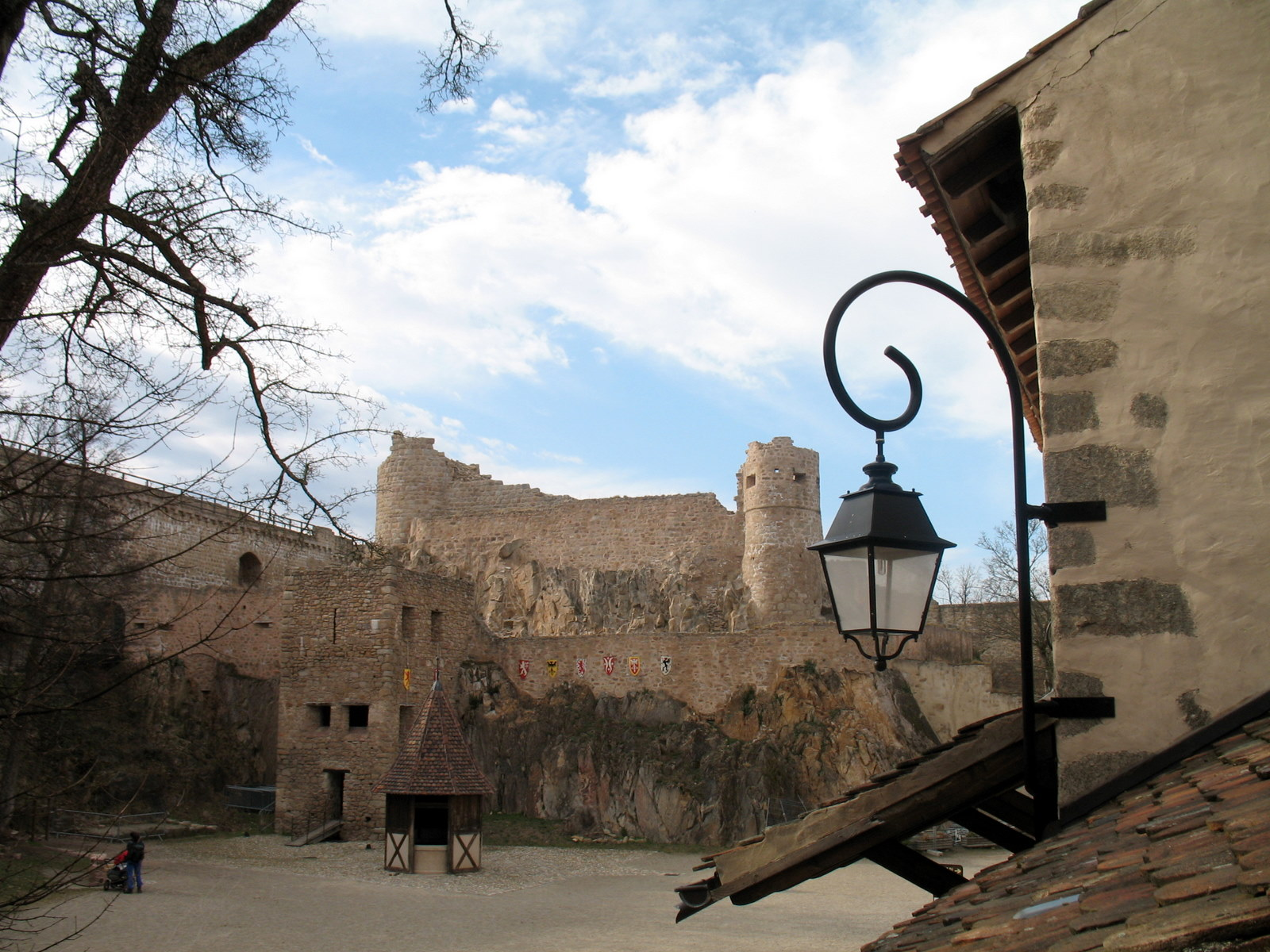
Château du Hohlandsbourg.

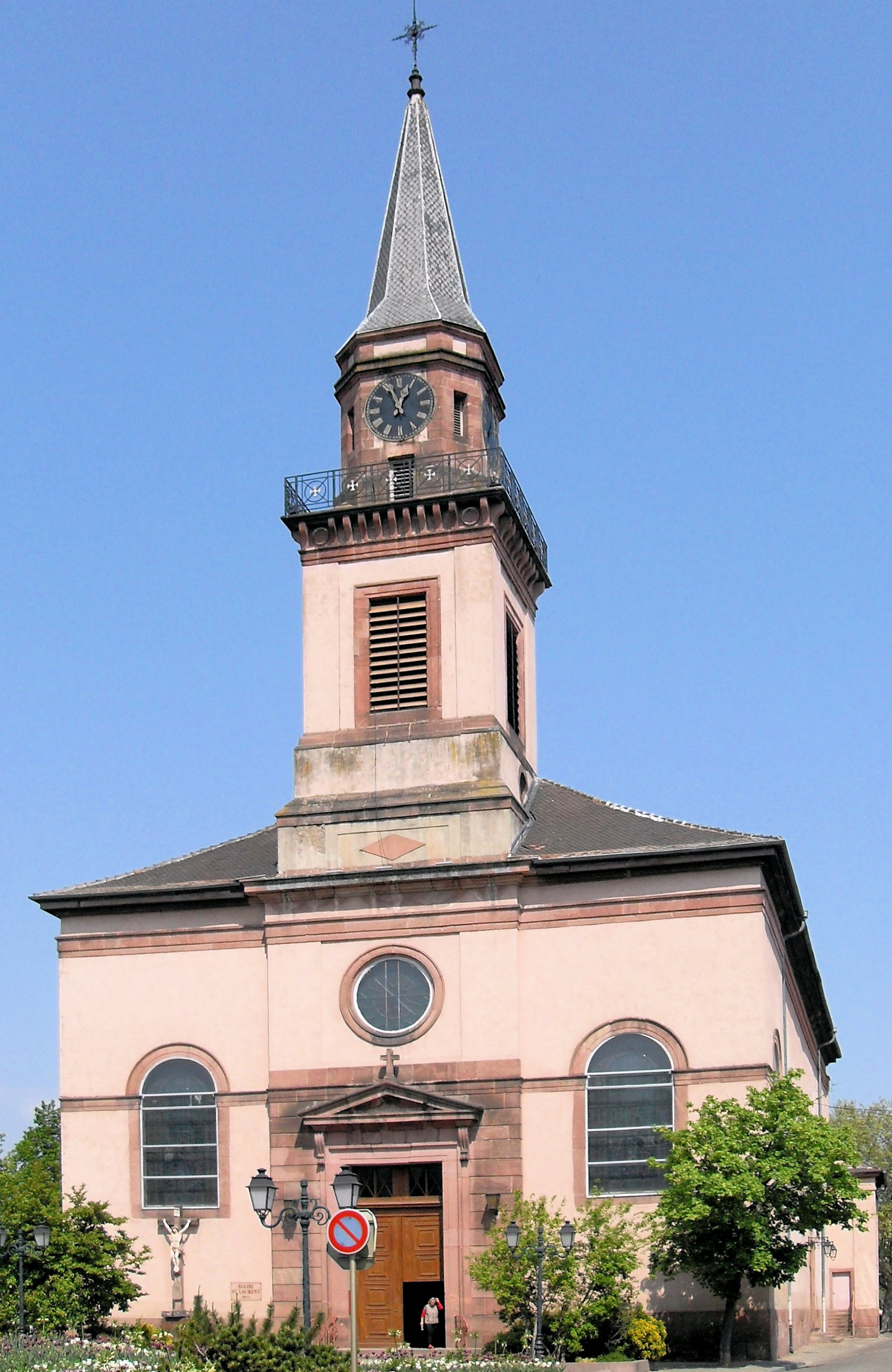
Église Saint-Laurent.

## Lieux et monuments

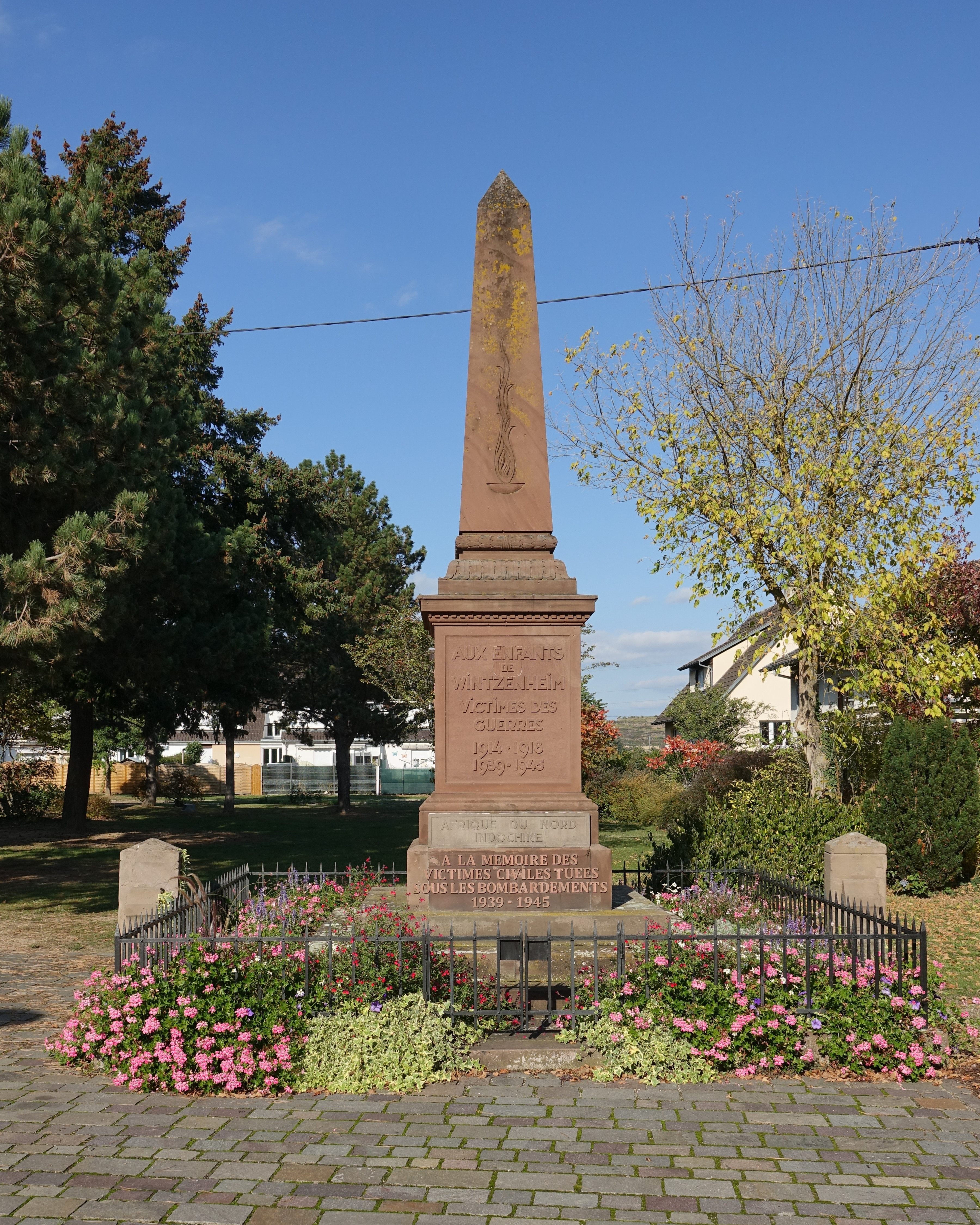
Monument aux morts des Première et Seconde Guerre mondiales.

- Gîte d'étape romain de Wintzenheim classé au titre des monuments historiques par arrêté du 10 octobre 1977[32].
- Château du Hohlandsbourg.
- Château du Pflixbourg et borne du château fort[33].
- Château, mairie de 1597[34].
- Le Bierkeller (coteau sud-est) : d'anciennes caves à bière construites en 1862 à l'initiative de brasseries colmariennes[35],[36].
- Usine d'impression sur étoffes, usine Haussmann Frères[37].
- Usine métallurgique au lieu-dit la Forge, ancienne taillanderie créé en 1840[38].

Patrimoine religieux et cultes
- Église Saint Laurent, rue de Logelbach, possédant notamment un orgue Merklin-Schütze de 1861[39],[40].
- Chapelle Notre-Dame-de-l'Assomption et Sainte-Thérèse-de-Lisieux, appelée aussi chapelle Herzog, 5 rue Herzog : les sculptures de cette chapelle néo-gothique, inscrite à l'Inventaire supplémentaire des Monuments Historiques[41].

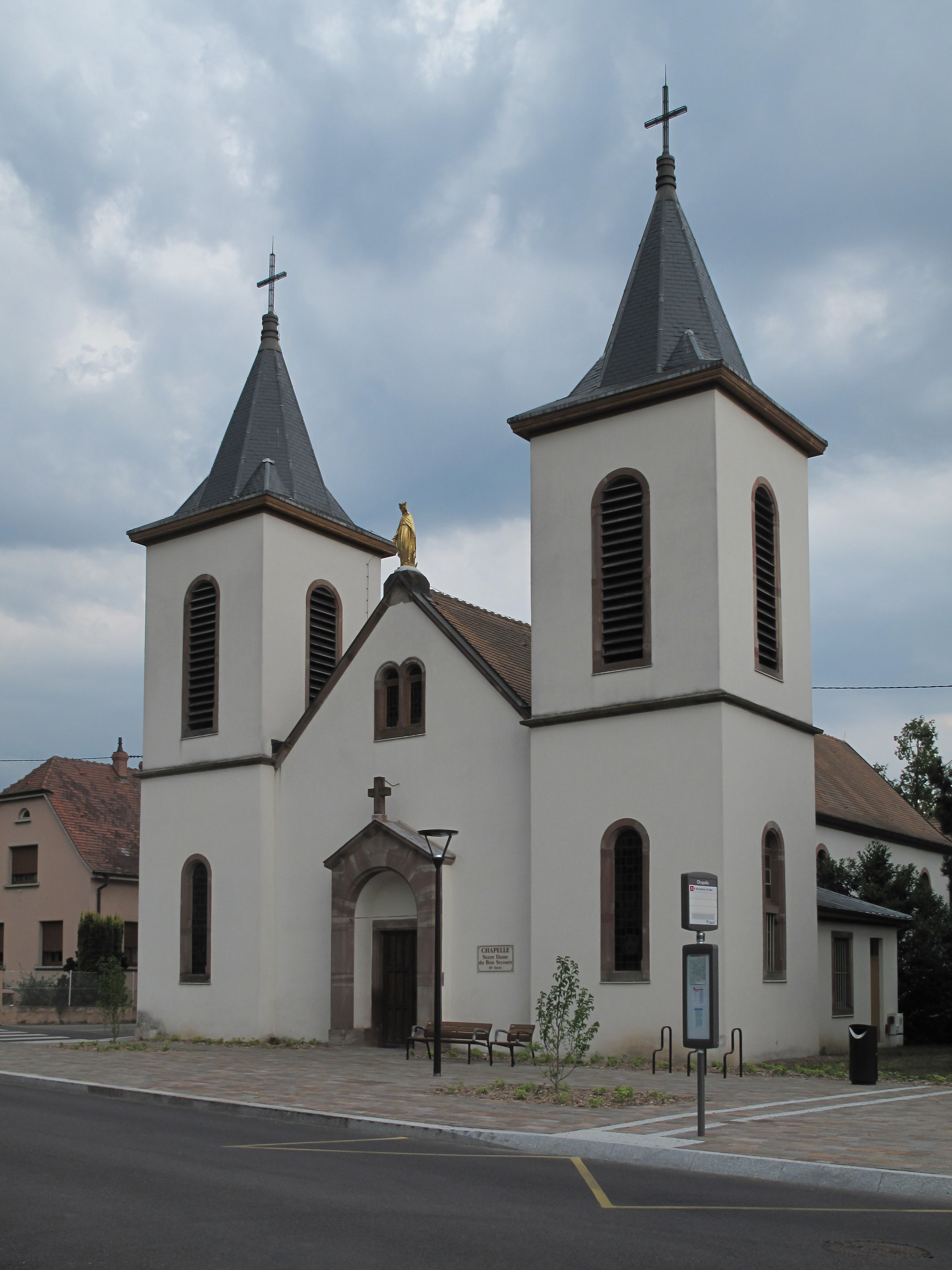
Chapelle Notre-Dame-du-Bon-Secours.

- Chapelle Saint-Joseph dite chapelle des Bois dans la forêt communale au lieu-dit La Chapelle des Bois, sur les hauteurs du Rotenberg, ensemble constitué de 2 chapelles[42],[43],[44], de calvaires et d'oratoires. Les premières constructions dateraient de 1762[45].
- Synagogue de 1870 (1, rue de la Synagogue)[46] inscrite sur l'inventaire supplémentaire des monuments historiques par arrêté du 11 décembre 1995[47] et le cimetière de juifs[48]. Par décret impérial du 15 mars 1808, Wintzenheim est le siège d'un des sept consistoires départementaux du Consistoire central israélite de France.
- Chapelle Notre-Dame-du-Bon-Secours, rue Clémenceau.
- Église Sainte-Odile, 28A route de Colmar (moderne).
- Église Notre-Dame-de-l'Assomption, 5 rue Herzog parallèle à la Chapelle Notre-Dame-de-l'Assomption et Sainte-Thérèse-de-Lisieux
- Cimetière rue Maréchal-Joffre[49].
- Ancien presbytère datant du XVIIIe siècle[50].
- Prieuré de clunisiens Saint-Gilles,inscrit sur l'inventaire supplémentaire des monuments historiques par arrêté du 05 avril 2002.
- Église Évangélique Baptiste - Fédération des Églises Évangéliques Baptistes de France (10, rue Adolphe-Hirn Logelbach)[51].
- Église « La Chapelle » Assemblées de Dieu (ADD) Colmar-Wintzenheim (28A, route de Colmar), qui n’est autre que l’ancienne chapelle Sainte-Odile, rachetée en janvier 2019 au conseil de fabrique.

## Personnalités liées à la commune
- Auguste Haussmann (1815-1874), homme d’affaires et diplomate de la France en Asie, né dans la commune ;
- Auguste Widal alias « Daniel Stauben » (1822-1875), écrivain, né à Wintzenheim ;
- Léon Lefébure (1838-1911), député du Haut-Rhin et écrivain, né dans la commune ;
- Charles Grad (1842-1890), député au Reichstag et écrivain, décédé dans la commune ;
- Florine Langweil (1861-1958) collectionneuse et marchande d'art, née à Wintzenheim ;
- Joseph Zivy (1865-1935), rabbin de Wintzenheim, décédé dans la commune ;
- Élisabeth Fuchs (1866-1946), membre fondatrice des Unions chrétiennes de jeunes filles, née dans la commune ;
- Joseph Joos (1878-1965), député de la République de Weimar, opposant au nazisme emprisonné à Dachau et conseiller de Konrad Adenauer après la guerre, né dans la commune ;
- Joseph Riedinger (1882 - 1943), resistant, membre du réseau renard, mort en captivité (SS-Sonderlager Hinzert) 15 mars 1943, née à Wintzenheim;
- Louis Voegtli (1896-1944), boulanger, maire de Wintzenheim, résistant mort en déportation, né à Wintzenheim ;
- Hans Hohberg (de) (1906-1968), économiste collaborateur d’Oswald Pohl à l’Office central SS pour l'économie et l'administration, condamné à dix ans de prison pour sa participation à l’exploitation des victimes de la Shoah ; né dans la commune ;
- Tomi Ungerer (1931-2019), dessinateur et caricaturiste, a vécu à Wintzenheim (quartier de Logelbach) durant son enfance. Une salle communale porte aujourd'hui son nom à Logelbach ;
- Pierre Zind, aussi appelé frère Louis-Laurent (1935-1988), autonomiste alsacien et négationniste impliqué dans l’affaire de la thèse d’Henri Roques, né dans la commune.

## Sites pollués
En 1966, environ 750 tonnes de déchets de lindane, un pesticide cancérigène, ont été enfouis dans une gravière de 3 000 m2 proche de la décharge de Ligibel dans le hameau de Logelbach, par la société PCUK. En 1985, le dépôt a été recouvert d'une couche d'argile pour limiter les infiltrations d'eau pluviales. Un périmètre de surveillance, qui englobe tout l'ouest de Colmar, a été établi autour du site depuis 2000, des concentrations comprises entre 10 et 100 µg/l de lindane ont été reportées. L'usage de l'eau de puits a été interdit par arrêté préfectoral [réf. obsolète]depuis 2004. PCUK a été mis en liquidation judiciaire en 1996.
Des déchets de lindane ont également été déposés à Sierentz, Huningue et Hochfelden.
Le 18 janvier 2021, Barbara Pompili, ministre de la transition écologique annonce une enveloppe financière de 50 millions d’euros sous pilotage de l’ADEME, notamment pour extraire les 750 tonnes de lindane du site PCUK à Wintzenheim. Cette annonce fait suite à sa décision d'enterrer définitivement les déchets toxiques de Stocamine, qui menacent eux aussi la plus grande nappe phréatique d'Europe.
Wintzenheim fait également l'objet d'une surveillance au titre du stockage de matériaux faiblement radioactifs.

## Les bus Trace
Cette commune est desservie par les lignes et arrêts suivants :

### Du lundi au samedi
| Lignes |                  | Parcours                                                                   | Arrêts dans la commune |
| ------ | ---------------- | -------------------------------------------------------------------------- | --- |
| 2      | Ligne accessible | Logelbach Centre Commercial - Théâtre - Ladhof - Houssen Centre Commercial | Hirn, Logelbach Gare, Herzog, Logelbach Centre Commercial                                                                             |
| 5      |                  | Wintzenheim Chapelle – Gare – Théâtre                                      | Croix Blanche, Malraux, Halte de Wettolsheim, Faubourg des Vosges, Place des Fêtes, Wintzenheim Mairie, Poincaré, Chapelle, St-Gilles |

### Le dimanche et jours fériés
|   |                  | Parcours                                                                             | Arrêts dans la commune                                                            |
| - | ---------------- | ------------------------------------------------------------------------------------ | --------------------------------------------------------------------------------- |
| C | Ligne accessible | Base Nautique (été) - Ladhof - Théâtre - Gare - Europe - Wintzenheim Place des Fêtes | Malraux, Halte de Wettolsheim, Sainte Odile, Faubourg des Vosges, Place des Fêtes |